# Herbert Willems
Herbert Willems (geb. 7. August 1956 in Wiltingen/Saar) ist ein deutscher Soziologe und Pädagoge. Er ist seit 2002 Professor für Soziologie an der Justus-Liebig-Universität Gießen. Seine Forschungsschwerpunkte sind: soziologische Theorie, Zivilisationstheorie, Interaktion, Medien, Werbung, Theatralität, Selbstthematisierung, Psychotherapie, Körper, Geschlechter, Sexualität, qualitative Sozialforschung u. a. m.

## Leben
Willems studierte nach Zivildienst bei der Bahnhofsmission Trier ab 1978 Pädagogik und Soziologie in Trier und schloss beide Studiengänge ab (Diplom-Pädagogik, M.A.-Soziologie). 1991 erfolgte die Promotion zum Dr. phil. (‚summa cum laude‘) mit einer Arbeit über „Psychotherapie und Gesellschaft“. Nach Tätigkeiten als Wissenschaftlicher Mitarbeiter, Wissenschaftlicher Assistent und Habilitationsstipendiat der Deutschen Forschungsgemeinschaft habilitierte Willems 1995 mit einer Arbeit über das Werk Erving Goffmans („Rahmen und Habitus“), und erhielt die Venia Legendi für Soziologie. Wichtigste Lehrer von Willems waren die Professoren Alois Hahn (Soziologie) und Heinrich Seiler (Pädagogik). In einem breiten Spektrum von Feldern hat Willems zahlreiche Bücher und Aufsätze vorgelegt. Willems lebt seit 1990 in München und ist mit der Literaturwissenschaftlerin Marianne Willems verheiratet, mit der er auch gemeinsame Publikationen vorgelegt hat.

## Schriften (Auswahl)
- Psychotherapie und Gesellschaft. Voraussetzungen, Strukturen und Funktionen von Individual- und Gruppentherapien. Westdeutscher Verlag, Opladen 1994, ISBN 3-531-12496-X.
- Rahmen und Habitus. Zum theoretischen und methodischen Ansatz Erving Goffmans. Suhrkamp, Frankfurt am Main 1997, ISBN 3-518-28919-5.
- Identität und Moderne. Suhrkamp, Frankfurt am Main 1999, ISBN 3-518-29039-8 (zusammen mit Alois Hahn).
- Theatralität der Werbung. Theorie und Analyse massenmedialer Wirklichkeit: Zur kulturellen Konstruktion von Identitäten. Walter de Gruyter, Berlin/New York 2003, ISBN 3-11-017668-8 (zusammen mit York Kautt).
- Synthetische Soziologie. Idee, Entwurf und Programm. VS-Verlag, Wiesbaden 2012, ISBN 978-3-531-17755-7.
- Bilder der Geschlechter. Zwei Bände. Walter de Gruyter, Berlin/New York 2023–2024.
  - Band 1: Die Geschlechter in Romanen und Kinderfilmen. 2023, ISBN 978-3-11-061358-2 (mit Beiträgen von Marianne Willems).
  - Band 2: Werbung und Pornografie. Mit einem begrifflich-theoretischen Anhang zur Soziologie der Geschlechter. 2024, ISBN 978-3-11-116858-6.